# لافار كورنيلوف
لافار جورجينوفيتش كورنيلوف بالروسية : Лавр Гео́ргиевич Корни́лов (أغسطس 1870 -أبريل 1918) ضابط المخابرات العسكرية، مستكشف والقائد العام لجيش الامبراطورية الروسية خلال الحرب العالمية الأولي وشارك خلال المراحل الأولي في الحرب الأهلية الروسية, هو اليوم لا يذكر إلا من خلال الأنقلاب الفاشل الذي قام به (أغسطس - سبتمبر 1917) بغرض دعم الحكومة الروسية المؤقتة بقيادة ألكسندر كيرينسكي والذي انتهي بقيام ألكسندر كيرينسكي بالقبض علي الجنرال كورنيلوف ووجهت اليه تهمة القيام بأنقلاب عسكري

## التاريخ الوظيفي قبل الأنقلاب
ينتمي كونيلوف لأسرة من القوزاق حيث ولد في تركستان الروسية (حاليا كازخستان) ثم دخل المدرسة العسكرية في أومسك سنة 1885 ثم أتم دراسته في مدرسة المدفعية بسانت بطرسبرغ سنة 1889، تخرج برتبة ملازم سنة 1892 حيث قاد عدة بعثات التنقيب في تركستان الشرقية، أفغانستان وبلاد فارس المستفادة، وعدة لغات آسيا الوسطى، وكتبت تقارير مفصلة حول ملاحظاته، عاد الي سانت بطرسبرغ للدراسة بأكاديمية ميكولاييف لأركان الحرب وتخرج منها ضابط برتبة نقيب في عام 1897، رفض الأنتقال لسانت بطرسبرغ وعاد الي منطقة تركستان مرة أخرى حيث عمل كظابط في المخابرات العسكرية
خلال الحرب الروسية اليابانية أصبح رئيس الأركان في فرقة المشاة الأولي حيث شارك في معارك موكين وسانديبو ورقي إلى رتبة عقيد
بعد نهاية الحرب، خدم كورنيلوف في وظيفة الملحق العسكري في الصين 1907. حيث درس اللغة الصينية، سافر للبحث على نطاق واسع على تاريخ وتقاليد وعادات الصينية، التي كان ينوي استخدامها كمادة لكتاب عن الحياة في الصين المعاصرة، وأرسل بانتظام تقارير مفصلة لهيئة الأركان العامة ووزارة الخارجية. كورنيلوف أولي كثير من الاهتمام إلى آفاق التعاون بين روسيا والصين في الشرق الأقصى، والتقى مع الرئيس المستقبلي للصين (تشيانغ كاي تشيك)، في عام 1910 استدعي كورنيلوف من بكين حيث بقي في سانت بطرسبورغ لخمسة أشهر فقط، قبل مغادرته متوجها إلى منغوليا وكاشغار الغربية لدراسة الوضع العسكري على طول الحدود الصينية مع روسيا، في 2 فبراير 1911 عين كقائد فوج المشاة 8 المتمركزة في أستونيا ثم عين لاحقا قائدا لشعبة حملة البنادق 9 في سيبيريا.
في عام 1914، في بداية الحرب العالمية الأولى، تم تعيين كورنيلوف كقائد لفرقة المشاة 48، التي شهدت معارك في غاليسيا والكاربات. في عام 1915، تمت ترقيته إلى رتبة لواء. خلال قتال عنيف تم القبض عليه من قبل النمساويين في مارس 1915، عندما أصبحت فرقته معزولة عن بقية القوات الروسية، بعد اعتقاله التقي مع قائد الجيش النمساوي المجري كونه كان السجين الأعلي قيمة في الحرب، ولكن في يوليو 1916 كورنيلوف تمكن من الفرارو العودة الي روسيا.
وكان كورنيلوف ينتقد بأستمرار الملكية الروسية، وبعد الإطاحة بالقيصر نيقولا الثاني وقام بقيادة منطقة سانت بطرسبرغ في مارس 1917. في تموز، وبعد قيادة الجبهة الوحيدة الناجحة في الهجوم الروسي الكارثي، عام 1917، أصبح قائد أعلى للقوات المسلحة في الحكومة المؤقتة الروسية.

## أنقلاب كورنيلوف
على الرغم من انتقاد كورنيلوف المستمر للقيصر نيقولا الثاني، الا انه كان يري أن روسيا جزء من الحلف الثلاثي بتعهداتها بمواصلة الحرب ضد دول المحور، وكان يعتقد كما كثير من الروس أن روسيا بعد ثورة فبراير تنزلق نحو غمار الفوضى والهزيمة العسكرية التي ستكون كارثية بالنسبة لروسيا، وكان يرى ضرورة إعدام لينين وجواسيسه الألمان حسب معتقداته، والتخلص من كل السوفييت، وإعادة الانضباط العسكري وإعادة هيكلة الحكومة الروسية الانتقالية، وأدعي بفضل اتصالات غير واضحة وربما مشوهة عمدا أن ألكسندر كيرينسكي أذن له بفرض النظام في العاصمة وأعادة هيكلة الحكومة حيث أمر الفيلق الثاني لسان بطرسبرج بفرض الأحكام العرفية
نفى ألكسندر كيرينسكي كل ما أدعاه كورنيلوف وقال ان كورنيلوف في طريقه لأقامة ديكتاتورية عسكرية
رد كورنيلوف بأن أكسندر كيرنسكي هو مجرد سجين من قبل البلاشفة وان كل تصرفاته تتم تحت سيطرة البلاشفة وأنه أصدر نداء دعوة لجميع الروس لأنقاذ الأرض من الموت

## الحرب الأهلية الروسية
بعد القبض عليه وفي نوفمبر 1917 استطاع كورنيلوف الهرب من سجن بيخوف، ولابد من الإشارة إلى ان قدرة كورنيلوف ومعاونيه قد ضعفت بشكل كبير بعد محاولة الأنقلاب الفاشل الذي قاموا به، في المرحلة الثانية ارتبط كورنيلوف بالقيادة العسكرية فرق المتطوعين لمكافحة البلاشفة بينما تولى القيادة السياسية ميخائيل ألكسيف.
حتى قبل ظهور الجيش الأحمر أدلى كورنيلوف بمجموعة من التصريحات مثل «ارهاب أكثر يعني نصر أعظم» بل ووعد بتحقيق أهدافه حتى لو أدى الأمر الي حرق نصف البلاد وقتل ثلاث أرباع الشعب الروسي، في قرية صغيرة من قري منطقة الدون قتل كورنيلوف ومعاونيه حوالي 500 فرد.
في 24 فبراير 1918 مع سقوط منطقة الدون في يد البلاشفة جمع كورنيلوف اتباعه واتجهوا خلال شهر مارس مخترقين الجليد ومن السهول النائية باتجاه منطقة الكيوبان في ملحمة بطولية بحق، بالرغم من انه نجح بالوصول الي منطقة الكيوبان في شهر مارس إلا أن الهجوم السوفياتي تواصل على منطقة الكيوبان، وفي 13 أبريل سقطت قذيفة سوفياتية على مقر قيادتة أودت بحياته.
بسقوط منطقة الكيوبان قام البلاشفة بالإستيلاء على التابوت الذي به جثمانه وقاموا بحرق أشلاء جثمانه مع القمامة.

## الأوسمة
وسام القديس جورج درجة 4 (9 أغسطس 1905) درجة 2 (6 ديسمبر 1909) درجة 3 (28 أبريل 1915)
وسام القديسة أنا درجة 3 (1903)
وسام القديس ستانيسلاوس الدرجة الثالثة (1901)
ذهبية السيف للشجاعة (9 مايو 1907)

## وصلات خارجية
- سير أحداث الثورة الروسية